# Rhamphomyia praestans
Rhamphomyia praestans är en tvåvingeart som beskrevs av Frey 1913. Rhamphomyia praestans ingår i släktet Rhamphomyia och familjen dansflugor. Arten har ej påträffats i Sverige. Inga underarter finns listade i Catalogue of Life.